# Gabriel Loureiro Bernardes
Gabriel Loureiro Bernardes (Rio de Janeiro, 1890 — Rio de Janeiro, 1935) foi um advogado e político brasileiro.

## Biografia
Gabriel Loureiro Bernardes, entre 1923 e 1924, presidiu o Botafogo de Futebol e Regatas, um dos clubes mais tradicionais do Rio de Janeiro.
Em junho de 1927, assumiu a presidência da Associação Brasileira de Imprensa (ABI), com um mandato de um ano, e afirmou que sua principal prioridade seria a instalação da nova sede da entidade, embora não deixasse de lado as melhorias nas instalações provisórias na Rua do Rosário, 172, ao lado do jornal A Vanguarda.
De acordo com um relatório da época, a diretoria da ABI, com a autorização do Conselho Administrativo, buscou um prédio adequado para a associação, enquanto aguardava a construção de sua sede definitiva, que dependia apenas da entrega do terreno pela Prefeitura, doado por lei. No entanto, o processo encontrou obstáculos, como relatado por Bernardes, que mencionou a falta de definição por parte do prefeito Alaor Prata quanto aos limites da área do terreno. Ele destacou que, apesar das promessas não cumpridas, o ex-presidente Barbosa Lima Sobrinho havia respondido de maneira vigorosa às evasivas do prefeito. Bernardes concluiu dizendo que as negociações continuariam com o então governador da cidade, Antônio Prado Júnior, esperando obter com ele o reconhecimento do direito da associação sobre o terreno.
No campo político, Gabriel Loureiro Bernardes serviu como Ministro da Justiça e Negócios Interiores do Brasil de 24 a 26 de outubro de 1930, durante o Governo Provisório instaurado pela Revolução de 1930.
Foi diretor-presidente da revista "O Cruzeiro" de 1928, primeira revista semanal ilustrada do Brasil.